# Armin Jeker
Armin Jeker (* 7. Juli 1894 in Oberbuchsiten; † 12. April 1970 in Muralto) war ein Schweizer Beamter.

## Leben

### Familie
Armin Jeker war der Sohn von Alfons Jeker (1863–1938) und dessen Ehefrau Bertha (geb. Wagner) und wuchs im Solothurnischem Gäu auf; er hatte noch vier Geschwister.
Seit 1920 war er mit Frieda Elise (geb. Gadliger) verheiratet; gemeinsam hatten sie einen Sohn.

### Werdegang
1918 trat Armin Jeker nach einer Ausbildung im Bankfach in den Bundesdienst ein und war anfangs Mitarbeiter im Eidgenössischen Kassen- und Rechnungswesen und darauf Buchhalter bei der Eidgenössischen Versicherungskasse. 1928 wurde er Revisor bei der Eidgenössischen Finanzkontrolle und wurde später Chef der Wertschriftenkontrolle.
1939 erhielt er seine Einberufung zum Aktividenst und wurde 1940 als Kriegskommissar des Transportwesens Chef des Kreditwesens der Armee und Sparoffizier des Armeestabs; hierzu wurde er in das Büro des Generalstabschefs Jakob Huber kommandiert und leistete dort bis 1946 ununterbrochen Dienst. 
Nach Beendigung des Aktivdienstes nahm er seine zivile Tätigkeit als Adjunkt und erster Mitarbeiter des Direktors der Eidgenössischen Finanzkontrolle wieder auf. 1948 erhielt er den Auftrag des Bundesrats, eine Erhebung über die Bürobelegung in der Bundesverwaltung, der Post-, Telefon- und Telegrafenbetriebe (PTT) und in den kriegswirtschaftlichen Ämtern durchzuführen, den er erfolgreich abschliessen konnte.
1955 wurde er als Nachfolger von Frédéric Rüedi zum neuen Direktor der Eidgenössischen Finanzkontrolle ernannt. Er blieb in diesem Amt bis zu seinem Ausscheiden aus Altersgründen am 31. Dezember 1959; sein Nachfolger wurde Eduard Lehmann.

### Militärischer Werdegang
- Januar 1924: Leutnant[7];
- Januar 1928: Oberleutnant[8];
- Januar 1932: Hauptmann[9];
- Januar 1944: Oberstleutnant[10]
- Januar 1951: Oberst[11].

### Berufliches und gesellschaftliches Wirken
Armin Jeker ersuchte 1956 Rudolf Probst (1909–nach 1979), Rechtsprofessor an der Universität Bern, um ein Gutachten über die Finanzkontrolle, ihre Organisation und ihre Arbeitsmethoden. In diesem Gutachten wurde die Idee eines Rechnungshofes mangels Wirksamkeit auf Anhieb abgelehnt. Hingegen wurde vorgeschlagen, die Tätigkeiten der Eidgenössischen Finanzkontrolle in einem Gesetz und nicht in einem Reglement zu verankern. Die Kompetenzabgrenzung zwischen der Eidgenössischen Finanzkontrolle und den Kontrollorganen der Departements sei unklar und könne zu Überschneidungen führen. Weiter wurde vorgeschlagen, die Eidgenössische Finanzkontrolle solle ihre Vorschläge direkt dem Bundesrat unterbreiten können. Diese Reorganisation würde dann allerdings eine Aufstockung des Personalbestands voraussetzen. Das Gutachten, das den Finanzkommissionen und der Eidgenössischen Finanzkontrolle zur Kenntnis gebracht wurde, hatte keine weiteren Folgen und wurde nicht veröffentlicht.
Armin Jeker wurde 1935 Sektionspräsident der freisinnig-demokratischen Partei der Sektion Nordquartier in Bern.
Er trat 1938 für die Freisinnigen bei den Grossratswahlen in Bern an.